# Johnsonius atlanticus
Johnsonius atlanticus is een insect dat behoort tot de orde vliesvleugeligen (Hymenoptera) en de familie van de schildwespen (Braconidae). De wetenschappelijke naam van de soort werd voor het eerst geldig gepubliceerd door Nunes & Penteado-Dias in 2008.